# Tuasene
Tuasene is een bestuurslaag in het regentschap Timor Tengah Selatan van de provincie Oost-Nusa Tenggara, Indonesië. Tuasene telt 1294 inwoners (volkstelling 2010).